# Mary Louise Foster
Mary Louise Foster (Melrose, 20 de abril de 1865 – 21 de junio de 1960) fue una bioquímica estadounidense, investigadora y educadora.

## Educación
Mary Louise Foster nació el 20 de abril de 1865 en Melrose, Massachusetts. Entre 1878 y 1883, asistió a la Girls 'Latin School en Boston, y luego pasó a estudiar Clásicas en el Smith College de 1888 a 1891. Después de su graduación, Foster enseñó Química y Física en West Roxbury High School mientras asistía al  Instituto de Tecnología de Massachusetts en Boston (1893-1895). En 1912, recibió su licenciatura en el Smith College y dos años más tarde obtuvo su doctorado en la Universidad de Chicago. Pasó el verano de 1917 en el Instituto Rockefeller de Investigación Médica.

## Trayectoria
En 1898, Foster encontró trabajo enseñando química en Lynn High and Classical School. Al año siguiente, se convirtió en investigadora asistente en el Laboratorio de Fisiología y Química de Nueva York, donde permaneció hasta 1901. En 1903, Foster trabajó como química investigadora en el departamento de farmacología de la Universidad de Columbia, donde permaneció hasta 1907. Paralelamente a su investigación, también fue profesora en el departamento de química del Woman's Medical College de Nueva York (1904-1905). Después de trabajar en la Universidad de Columbia, Foster fue nombrada instructora y luego profesora asociada en Smith College, donde desempeñó un papel importante en la introducción del campo de la bioquímica en el plan de estudios. Ofreció el primer curso de bioquímica durante 1916-17 y, con la excepción de los semestres que estuvo de licencia sabática, impartió este y otros cursos de bioquímica hasta su jubilación en 1933.
En 1920, se le ofreció el puesto de directora en el Instituto Internacional (International Institute for Girls in  Spain), ubicado en Madrid. Ligado a las universidades estadounidenses de la costa Este, tenía como fin promover la educación superior entre las españolas. Foster permaneció dos años al frente de la institución, durante los cuales mantuvo una relación con algunos miembros de la JAE y en especial con María de Maeztu, directora de la Residencia de Señoritas. Fundó el Laboratorio Foster, encaminado a la adquisición de técnicas básicas en el campo de la química, y que venía a paliar la ausencia de prácticas en la universidad. El trabajo que se realizaba en él era convalidado por los profesores de química de varias facultades hasta el doctorado. En los años 30 las alumnas de los cuatro cursos de Farmacia realizaban allí las prácticas de química. Desde 1920 hasta 1936 acogió un promedio de 30 alumnas por año.
Por él pasaron científicas que trabajaron en el Instituto Nacional de Física y Química (INFQ), Dorotea Barnés, Felisa Martín Bravo o Josefa González Aguado. El laboratorio recibió el nombre de Foster en 1928 en la inauguración de las nuevas instalaciones que fueron diseñadas de nuevo con el apoyo de la propia Foster.
Regresó al Smith College como presidenta del Comité Interdepartamental de Especialidades, cargo que ocupó hasta 1927. En 1928, fue nombrada miembro del Comité de Honores Especiales. De 1930 a 1932, Foster regresó al laboratorio que ayudó a establecerse en España para trabajar como organizadora del laboratorio. Luego de su segunda breve permanencia en el Instituto, se trasladó a Santiago College en Chile para trabajar como Directora de Nuevos Laboratorios en Química y Física. Fue allí donde realizó la mayoría de sus investigaciones más notables, publicando numerosas veces y dando varias conferencias en su campo.

## Publicaciones seleccionadas
- Los espectros de absorción de las soluciones de glicina y su interpretación (1933)
- La influencia de los grupos sustituyentes en los espectros de absorción visible y ultravioleta de aminoácidos y sustancias relacionadas (1932)
- Los espectros de absorción visible y ultravioleta de ciertos aminoácidos y su significado (1931)
- Un estudio de algunas de las características químicas y el espectro de absorción de la cistina (1930)
- Estudios sobre un método para la estimación cuantitativa de ciertos grupos en fosfolipinas (1915)
- Un estudio preliminar de la actividad bioquímica de Bacillus lactis erythrogenes (1913)
- Estudio comparativo del metabolismo de neumococos, estreptococos, Bacillus lactis erythrogenes y Bacillus anthracoides (1913)[4]